# Hemixera orthosiodes
Hemixera orthosiodes är en fjärilsart som beskrevs av W. Warren 1904. Hemixera orthosiodes ingår i släktet Hemixera och familjen mätare. Inga underarter finns listade i Catalogue of Life.